# Abel Lobatón
Abel Augusto Lobatón Espejo (Lima, 23 novembre 1977) è un ex calciatore peruviano, di ruolo attaccante.